# 5511 Cloanthus
5511 Cloanthus è un asteroide troiano di Giove del campo troiano. Scoperto nel 1988, presenta un'orbita caratterizzata da un semiasse maggiore pari a 5,2149768 UA e da un'eccentricità di 0,1152792, inclinata di 11,18146° rispetto all'eclittica.
L'asteroide è dedicato a Cloanto, uno dei luogotenenti di Enea.